# Rudolf Emanuel Passavant

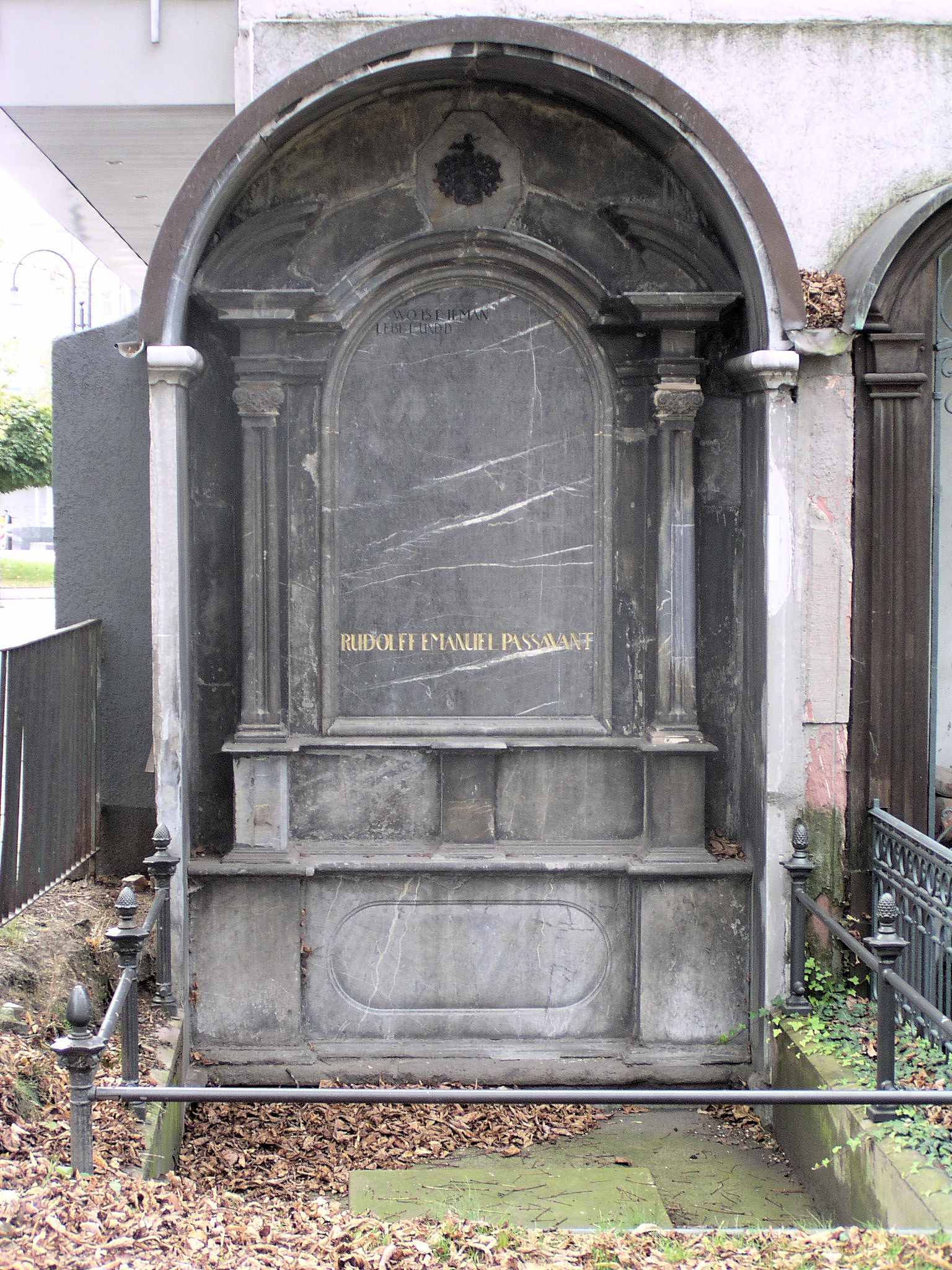
Grabmal von Rudolf Emanuel Passavant am Kirchhof der Frankfurter Peterskirche

Rudolf Emanuel Passavant (* 21. Oktober 1641 in Basel; † 7. Dezember 1718 in Frankfurt am Main) war der erste Passavant in der Freien Reichsstadt Frankfurt, wo die Familie später zu Einfluss und Reichtum kam.

## Leben
Er wurde noch in Basel geboren, lebte aber schon 15 Jahre in Hanau, als er sich 1682 in Frankfurt am Main niederlassen durfte und hier sein bereits in Hanau gegründetes Geschäft mit englischen Manufakturwaren erfolgreich ausbaute. 1686 leistete er den Bürgereid und erwarb ein Haus in der Alten Mainzer Gasse am Fahrtor. 1703 kaufte er dazu das Haus Zum Strahlenberg am Römerberg. Er war dreimal verheiratet und hatte 45 Enkel. Seine erste Ehefrau war die Frankfurterin Jeanne de Bassompierre, an die er u. a. einen noch erhaltenen, innigen Liebesbrief schrieb.
Passavant war Mitglied der Reformierten Gemeinde in Bockenheim. Da im lutherischen Frankfurt Gottesdienste der reformierten Gemeinde nicht erlaubt waren, kaufte Rudolf Emmanuel ein Grundstück mit Haus in Bockenheim. Sein Grab befindet sich auf dem Peterskirchhof.

## Ehefrauen und Kinder

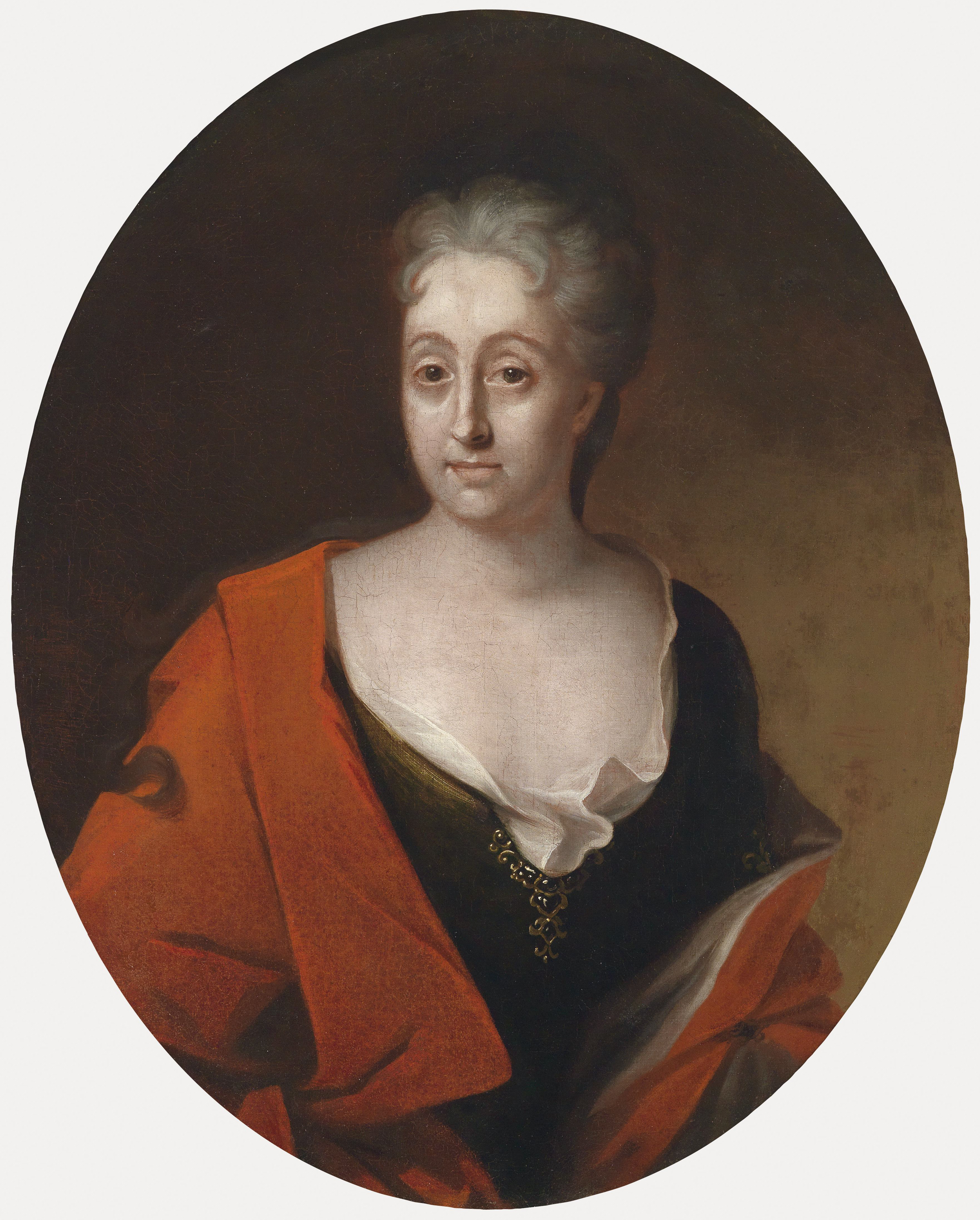
Susanne Passavant (1681–1760)

- Am 11. Mai 1667 heiratete er Jeanne de Bassompierre (1649–1678) und hatte mit ihr nachstehende Kinder:
  - Anna Maria (1669–1697)
  - Johannes (1671–1692)
  - Rudolf (1673–1752)
- Am 19. August 1679 heiratet er Agatha (S)chombart (1651–1706) und hatte mit ihr nachstehende Kinder:
  - Susanna (* 1681, † 1760 in Bremen)[1]
  - Johanna (1683–1730)
  - Jacob (1684–1773), war der Begründer der jüngeren Frankfurter Linie der Familie Passavant. Er starb vermögend als Bürgerkapitän (gewählter Vorsteher eines der vierzehn Stadtquartiere) und Mitglied des 51er Kollegs, eines Bürgerausschusses. Sein Enkel Philipp Jakob Passavant (1748–1822) gründete 1804 die Eisenhandlung Philipp Passavant & Sohn, die noch heute als Teil der Staecker-Gruppe existiert.
  - Walperta (1685–1718)
  - Susanna Katherina (1688–1707)
- Nach 1706 heiratete er Anne Marguerite Jordis (* 1656), mit der er keine weiteren Kinder hatte.